# BLOSUM

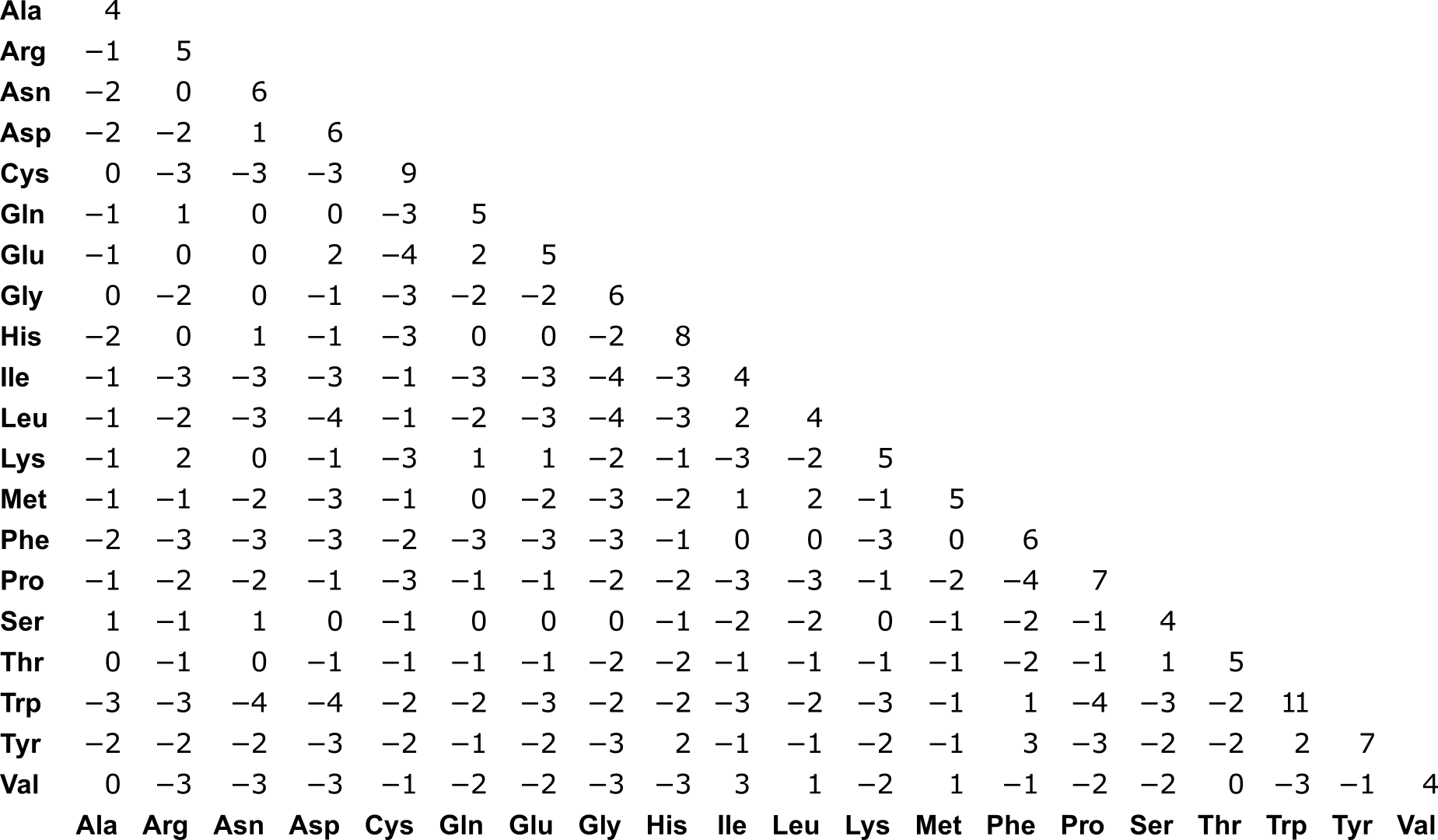
BLOSUM 62

BLOSUM (BLOcks SUbstitution Matrix) je druh substituční matice používaný pro alignment proteinů. Slouží k porovnání evolučně rozdílných sekvencí. Matice BLOSUM není extrapolována a je založena pouze na pozorovaných alignmentech. Metodu BLOSUM vyvinuli v roce 1992 Steven Henikoff a Jorja Henikoff, kteří ji založili na základě lokálního alignmentu. Manželé Henikoff hledali v databázi BLOCKS konzervované oblasti proteinových rodin a zjišťovali relativní frekvenci jednotlivých aminokyselin a pravděpodobnost jejich substituce. Poté vypočítali skóre logaritmické šance pro každou z 210 možných substitučních párů 20 aminokyselin. 

## Skórování v matici BLOSUM
Pro vyhodnocení významnosti alignmentu sekvencí je nutná skórovací tabulka. Proteinová skórovací tabulka musí brát v potaz nejen shodu či neshodu, ale i pravděpodobnost, s jakou je některá aminokyselina nahrazena jinou. Znamená to, že pokud jsou si aminokyseliny blízké svými vlastnostmi a strukturou, skóre bude typicky vyšší. Naopak pokud mají aminokyseliny odlišné vlastnosti a strukturu, skóre bude nižší. Cílem je poskytnout relativně velkou penalizaci za alignment dvou zbytků u nichž je nízká pravděpodobnost, že se jedná o homology. 
Skóre v BLOSUM je logaritmické skóre, které měří poměr pravděpodobnosti výskytu dvou aminokyselin s biologickým významem a pravděpodobnosti výskytu stejných dvou aminokyselin náhodně. Každé aminokyselině v sekvenci je přiřazeno skóre na základě její pozorované četnosti v alignmentu příbuzných proteinů. 
K výpočtu matice BLOSUM se používá následující rovnice: 
{\displaystyle S_{i,j}={\frac {1}{\lambda }}\log {\frac {p_{ij}}{q_{i}q_{j}}}}
kde {\displaystyle p_{ij}} odpovídá dvěma aminokyselinám {\displaystyle i} a {\displaystyle j} nahrazujících jedna druhou, {\displaystyle q_{i}} a {\displaystyle q_{j}} jsou pravděpodobnosti výskytu jedné nebo druhé aminokyseliny v libovolném proteinu a {\displaystyle \lambda } je faktor nastavený tak, aby matice obsahovala snadno vypočitatelné celočíselné hodnoty . 

## Příklady BLOSUM matic
Matice BLOSUM byly vytvořeny sloučením všech sekvencí, které si byly podobnější než určitá procentuální hodnota a následným porovnáním pouze těchto sekvencí, čímž se snížil příspěvek blízce příbuzných sekvencí. Použité procento značí číslo v názvu matice. Matice s vyšším číslem (BLOSUM80) se používají pro alignment evolučně blízkých sekvencí, naopak matice s nižším číslem (BLOSUM45) se používají pro sekvence evolučně vzdálené. 

### BLOSUM62
Matice BLOSUM62 je sestavená s použitím sekvencí s alespoň 62% identitou. V této matici jsou pozitivní skóre méně častá než negativní skóre, což naznačuje, že většina substitucí negativně ovlivňuje funkci proteinu. Nejvíce konzervovanými aminokyselinami jsou cystein, tryptofan a histidin, které mají nejvyšší skóre.
BLOSUM62 je všeobecně považovaná za univerzální skórovací BLOSUM matici a je proto používána jako výchozí skórovací matice pro BLAST.

## Srovnání BLOSUM s maticí PAM
PAM (Point Accepted Mutations) matice jsou založeny na globálním alignmentu blízce příbuzných proteinů .  Tyto matice předpokládají, že je změna aminokyseliny v daném místě nezávislá na předchozích změnách v tomto místě. Pro vzdáleně příbuzné proteiny jsou matice odvozeny extrapolací z krátkodobých změn na základě předpokladu, že vzdálenější změny vycházejí z opakovaných krátkodobých změn . V případě BLOSUM nejsou tyto hodnoty výsledkem extrapolace, ale skutečných alignmentů. Číselné hodnoty u PAM udávají podíl zaměněných aminokyselin proto nelze srovávat matice PAM a BLOSUM značené stejnými čísly . 
| PAM    | BLOSUM   |
| ------ | -------- |
| PAM250 | BLOSUM45 |
| PAM160 | BLOSUM62 |
| PAM120 | BLOSUM80 |